# Mesochorus viator
Mesochorus viator là một loài tò vò trong họ Ichneumonidae.